# چوبوک، آنکارا
چوبوک (به ترکی استانبولی: Çubuk) یک شهر در ترکیه است که در استان آنکارا واقع شده‌است. چوبوک ۱٬۱۰۰ متر بالاتر از سطح دریا واقع شده‌است.